# Coccoloba wrightii
Coccoloba wrightii är en slideväxtart som beskrevs av Gustav Lindau. Coccoloba wrightii ingår i släktet Coccoloba och familjen slideväxter. Inga underarter finns listade i Catalogue of Life.